# Magic and Medicine
Magic and Medicine è il secondo album della band inglese The Coral. È stato pubblicato il 28 luglio 2003 nel Regno Unito dove ha debuttato al numero 1 nelle classifiche, e il 10 febbraio 2004 negli USA. I singoli "Don't Think You're the First" e "Pass It On" sono stati i primi singoli della band a entrare nella Top Ten.

## Tracce
1. In the Forest (James Skelly, N. Power) - 2:39
2. Don't Think You're the First (J. Skelly) - 4:03
3. Liezah (J. Skelly, N. Power) - 3:31
4. Talkin' Gypsy Market Blues (J. Skelly) - 3:07
5. Secret Kiss (J. Skelly,) - 2:56
6. Milkwood Blues (J. Skelly,) - 3:54
7. Bill McCai (J. Skelly) - 2:37
8. Eskimo Lament (N. Power) - 2:30
9. Careless Hands (J. Skelly, Bill Ryder-Jones) - 4:14
10. Pass It On (J. Skelly,) - 2:19
11. All of Our Love (J. Skelly, N. Power) - 3:06
12. Confessions of A.D.D.D. (J. Skelly) - 6:207

## Formazione
The Coral
- James Skelly - voce, chitarra, co-produttore
- Lee Southall - chitarra, seconda voce, co-produttore
- Bill Ryder-Jones - chitarra, co-produttore
- Paul Duffy - basso elettrico, seconda voce, co-produttore
- Nick Power - organo, piano, seconda voce, co-produttore
- Ian Skelly - batteria, co-produttore, artwork

Produzione
- Ian Broudie - produttore
- Jon Gray - fonico
- Gary Butler - mastering

Altri musicisti
- Andy Frizell – ottoni
- Simon James – ottoni
- Martin Smith – ottoni
- Olline Brindley – basso
- Louis Baccino – flauto
- Andy Brindley – armonica a bocca
- Megan Childs – violino

Altri
- Arthur Janssen – fotografia
- Jonathan Worth – fotografia